# Johann Peter Tiedemann
Johann Peter Tiedemann (Auch: Joannes Petrus Tiedemann oder Johannes Petrus Tiedemann) (* 28. Mai 1740 in Uetersen; † 1816 in Brande-Hörnerkirchen) war ein evangelischer Propst, Geistlicher und  Theologe.

## Leben
Tiedemann besuchte das Akademische Gymnasium in Altona, das heutige Christianeum. 1762 war er Respondent seiner theologischen Disputation unter dem Vorsitz von Johann Christoph Sticht. Die Niederschrift wurde als Disputatio Biblica De Oeconomo, Cuius Lucas Meminit Cap. XVI, 1 - 9 im Altonaer Burmeister Verlag gedruckt. Johann Peter Tiedemann wurde nach dem Tod von Meno Heinrich Reichenbach († 1969) 1770 Hauptpastor an der St.-Nikolai-Kirche in Elmshorn und zugleich Propst der Propstei Rantzau. Diese Ämter übte er bis 1777 aus, sein Nachfolger wurde Hans Wittrock (1738–1819), der nur ein Jahr diese Ämter innehatte. Danach wurde Tiedemann bis zu seinem Tod Hauptpastor an der ev.-luth. Kirche in Hörnerkirchen, heute Ortsteil der Gemeinde Brande-Hörnerkirchen und war gleichzeitig Katechet und Hospitalprediger. Diese Ämter führte er bis zu seinem Tod im Jahr 1816 aus.

## Schriften
- Disputatio Biblica De Oeconomo, Cuius Lucas Meminit Cap. XVI, 1 - 9. Viro Probo / Quam Praeses Jo. Christoph. Sticht S.S. Theol. Et LL. OO. Professor Ac Respondens Jo. Petrus Tiedemann S.S. Theol. Stud. Üterseno-Holsatus In Auditorio Maiori Die XVII. Septembris M D CCLXII. Ante Meridiem Hor. X - XII. Publce [!] Defendent. Altonae: Burmeister, 1762